# Stormyrtjärnarna (Degerfors socken, Västerbotten, 717096-168298)
Stormyrtjärnarna är en sjö i Vindelns kommun i Västerbotten och ingår i Sävaråns huvudavrinningsområde.